# Ru Weerasuriya
Ru Weerasuriya est un directeur artistique suisse. 
Graphiste de formation, il a étudié le design automobile aux côtés de Viktor Antonov.
Il a cofondé le studio de jeux vidéo Ready at Dawn Studios.